# 三眼火铳
三眼火铳，明朝嘉靖年间出现的一种威力很大的火器，既可以远距离射击敌人，也可以近战砸击，是一种两用兵器，明朝中后期，军方开始大量装备，属于常用武器。分为两种类型，一种铳身由三根管子合铸，形成品字形，三个管相互之间各不相通，都有自己的火门，分别点火发射，三管共用一銎，安装一个木柄。另一种铳管是一个整体，里面有三个铳堂，火药室相互连通，点火后三管连射，威力巨大。